# LHW Ct 400 PS
Die normalspurigen Tenderlokomotiven vom Typ LHW Ct 400 PS waren Dampflokomotiven für den Rangier- und Werkbahnbetrieb und wurden vom Hersteller Linke-Hofmann-Werke von 1914 bis 1925 für verschiedene Werk- und Privatbahnen gebaut. Es sind elf Lokomotiven bekannt. Die Lokomotiven sind ähnlich wie die preußische T 3 gestaltet, jedoch wesentlich schwerer als diese und haben einen größeren Kessel. Außerdem besitzen sie ein geräumigeres Führerhaus.
Die Lokomotiven wurden bis 1977 eingesetzt. Die Lokomotive mit der Fabriknummer 2936 wurde 1981 an die Mindener Kreisbahnen verkauft und befindet sich bei der Museums-Eisenbahn Minden.

## Geschichte und Einsatz

### Provinzialverband Sachsen 251, 252
Die Lokomotive mit der Fabriknummer 2936 wurde ab Werk 1924 an die Kleinbahn Ellrich-Zorge geliefert und trug dort die Bezeichnung 3. Sie erhielt 1940 vom Provinzialverband Sachsen die Nummer 251 und war außerdem auf der Bahnstrecke Bebitz–Alsleben und bei der Kleinbahn Erfurt–Nottleben im Einsatz. Dort war sie nach dem Ende des Zweiten Weltkrieges stationiert.
Die Lokomotive mit der Fabriknummer 2937 wurde 1925 an die Salzwedeler Kleinbahnen geliefert und trug hier die Bezeichnung 8 und den Namen Otto Brüder. Vom Provinzialverband Sachsen erhielt sie 1940 die Nummer 252.

### DR 89 6237, 6406
Beide Lokomotiven vom Provizialverband Sachsen kamen 1949 zur Deutschen Reichsbahn. Die Nummer 251 erhielt das Gattungszeichen Gt 33.12 und die Bezeichnung 89 6237. Die Bezeichnung war auf Grund der zu geringen Achslast fehlerhaft, das Gattungszeichen wurde später bei gleicher Betriebsnummer in Gt 33.14 geändert. Die Lokomotive war 1950 beim Bahnbetriebswerk Erfurt und 1953 beim Bahnbetriebswerk Gera beheimatet. 1957 kam die Lokomotive als Werklok 5 zu dem Reichsbahnausbesserungswerk Dresden. Die Lok war dort bis 1981 beschäftigt und wurde danach an die  Museums-Eisenbahn Minden verkauft und ist in Preußisch Oldendorf abgestellt.
Die Nummer 252 wurde von der Deutschen Reichsbahn als 89 6406 mit dem Gattungszeichen Gt 33.14 eingestuft und erhielt zur Vergrößerung ihres Aktionsradiusses in den 1950er Jahren einen Schlepptender der Bauart pr. 3T12. Eingesetzt war sie 1950 in Salzwedel, 1953 in Halberstadt, 1957 in Jerichow und 1957 im Bahnbetriebswerk Magdeburg-Buckau. 1965 wurde die Lokomotive dort ausgemustert.

### Werkbahnen in Ostdeutschland
Im Reichsbahnausbesserungswerk Karl-Marx-Stadt wurde nach dem Zweiten Weltkrieg eine Werklok mit der Bezeichnung 4 geführt. Von ihr ist lediglich die Fabriknummer LHW 2547 mit dem Baujahr 1922 bekannt.
Zwei Lokomotiven waren bei den Lauchhammerwerken. Die Lokomotive mit der Werknummer 6 (Fabriknummer unbekannt, Baujahr 1914) soll nach dem Krieg als 98 6401 eingereiht worden sein. In einer anderen Quelle wird sie als eine Lokomotive von Orenstein & Koppel geführt und soll 1956 ausgemustert worden sein.
Die andere Lokomotive der Lauchhammerwerke mit der Nummer 4 (Fabriknummer unbekannt und Baujahr 1920) soll als 89 6240 zur Deutschen Reichsbahn gekommen und 1961 ausgemustert worden sein. Diese Lokomotive wird in einer anderen Quelle als eine Werklok von Hanomag bezeichnet.

### Bergwerksbahnen in Nordrhein-Westfalen
Bei den Bergwerksbahnen in Nordrhein-Westfalen sind sechs Fahrzeuge nachgewiesen:
- Bei der Gelsenkirchener Bergwerks-AG war in Hamborn mit der Nummer 18II die Lokomotive mit der Fabriknummer 3030, Baujahr 1925, eingesetzt. 1963 wurde sie ausgemustert.[9]
- Bei der Dortmunder Bergbau AG wurden drei Lokomotiven geführt; die Maschinen mit den Fabriknummern 2718–2720, Baujahr 1923, ihre Ausmusterung wird mit 1966 angegeben.[10]
- Bei der Gruppe Gelsenkirchen wurde die Lokomotive 13II mit der Fabriknummer 2574, Baujahr 1922, eingesetzt, sie wurde 1967 ausgemustert.[11]
- Bei der Gewerkschaft Deutscher Kaiser wurde die Lokomotive mit der Nummer 54II mit der Fabriknummer LHW 3031, Baujahr 1925 geführt. Die Lokomotive war bis 1963 in Betrieb.[12]

## Konstruktion
Die Lokomotiven besaßen ein Triebwerk, das der preußischen T 3 ähnlich war. Unterscheidungsmerkmale waren die Heusinger-Steuerung und die speziell gestalteten Schieberkästen mit den oberen Abrundungen. Die nach 1920 gebauten Exemplare besaßen ein geräumigeres Führerhaus.
Der Rahmen der Lokomotiven war ein Blechrahmen mit eingebautem Wasserkasten, er glich in seinen Abmessungen dem der T 3 nach Musterblatt III-4 p. Die Achsstände stimmten mit der T 3 überein, der zweite Radsatz war der Treibradsatz. Die Zylinder waren waagerecht angeordnet. Der Kessel lag frei über dem Rahmen. Der vordere Langkesselschuss trug den Dampfdom, der hintere den Sandkasten, der bei manchen Lokomotiven eckig, bei manchen abgerundet war. Die Rauchkammer war wie bei preußischen Lokomotiven ausgeführt. Das Führerhaus der älteren Lokomotiven hatte die Größe wie das der T 3, bei den nach 1920 hergestellten Lokomotiven war es geräumiger ausgeführt, dabei gingen die Seitenwände im oberen Teil unmittelbar in das leicht gewölbte Dach über. Es trug einen quer zur Fahrtrichtung liegenden Lüftungsaufsatz.
Vor dem Führerhaus befanden sich rechts und links je ein Kohlenkasten, der bei der Deutschen Reichsbahn vergrößert wurde. Die Lokomotiven besaßen eine Druckluftbremse Bauart Knorr und eine Wurfhebelbremse. Der handbetätigte Sandstreuer sandete den zweiten und dritten Radsatz. Zur Signalgebung dienten eine auf dem Führerhausdach angebrachte Dampfpfeife und ein Läutewerk. Dieses lag ursprünglich vor dem Schornstein und wurde später hinter den Sandkasten verlegt. Nach dem Zweiten Weltkrieg erhielten die Lokomotiven elektrische Beleuchtung mit einem Turbogenerator.